# Șipoceano, Kiustendil
Șipoceano (în bulgară Шипочано) este un sat în comuna Kiustendil, regiunea Kiustendil,  Bulgaria. 

## Demografie
Componența etnică a satului Șipoceano
     Bulgari (100%)
     Nicio identificare (0%)
     Altele (0%)
La recensământul din 2011, populația satului Șipoceano era de 102 locuitori. Din punct de vedere etnic, toți locuitorii erau bulgari.